# Mediaster boardmani
Mediaster boardmani är en sjöstjärneart som först beskrevs av Livingstone 1934.  Mediaster boardmani ingår i släktet Mediaster och familjen ledsjöstjärnor. Inga underarter finns listade i Catalogue of Life.